# Vittjärnen (Arjeplogs socken, Lappland)
Vittjärnen är en sjö i Arjeplogs kommun i Lappland och ingår i Umeälvens huvudavrinningsområde. Vittjärnen ligger i Laisdalens fjällurskog Natura 2000-område.